# كرة الراح

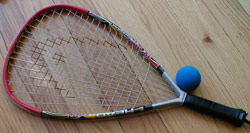

كرة الراح لعبة من رياضات الراح، يلعبها لاعبان أو ثلاثة أو حتى أربعة، في قاعة مغطاة أبعادها 20×40×20 قدما.

## وصلات خارجية
- International Racquetball Federation